# EIME
EIME est un logiciel d’Analyse du cycle de vie (ACV). Il permet de calculer les impacts environnementaux potentiels d’un produit ou d’un service à partir de données d’inventaires. Il aide à construire le modèle du cycle de vie du produit ou du service et à y associer les processus élémentaires correspondants.
Créé en France en 1998 à l’initiative d’industriels du secteur Électrique et Électronique au sein de la FIEEC, il est aujourd’hui développé et maintenu par le département CODDE de LCIE Bureau Veritas.
 

## Historique
En 1996, un groupe d'industriels du secteur Electrique et Electronique regroupant Alcatel, Alstom, IBM, Legrand, Schneider Electric ou encore Thomson est constitué au sein de la FIEEC. Avec le support de l'ADEME, ce groupe se penche sur la réflexion d’outils d’écoconception.
En 1998, ce projet donne naissance au logiciel EIME et à la base de données associée. D’abord réservé à un usage en interne, EIME est commercialisé à partir de 2003 par la société CODDE. 
Depuis 2007, le logiciel est développé et maintenu par CODDE. Il propose des interfaces et des bases de données adaptées aux problématiques de divers secteurs comme ceux du textile ou encore des transports.
La nouvelle version web du logiciel, disponible depuis 2012, prend en compte les recommandations du JRC (Joint Research Center de la commission européenne) et de l'ILCD.

## Description technique

### Configuration technique
Le logiciel EIME v5, Environmental Improvement Made Easy, est une application web. L’hébergement de l’application est assuré en cloud computing. L’accès à l’interface se fait via un navigateur internet.
Le logiciel EIME permet de réaliser des études d’ACV conformément à la série des normes ISO 14040 et aux recommandations de la plateforme ILCD.

### Fonctionnalités

#### Champs d’application
EIME dispose d'une interface générique sans spécificité particulière.
Le logiciel possède également des interfaces dédiées :
- aux produits électriques et électroniques ;
- aux produits textiles ;
- aux transports.

#### Fonctionnalités en matière de modélisation
Le logiciel EIME est développé en prenant en considération les spécificités associées à chaque secteur d’activité, d’un point de vue technique et industriel : adaptation des cycles de vie typique, modes de production et données spécifiques, complexité de la chaîne d’approvisionnement…  mais aussi d’un point de vue normatif : ISO 14 040, EN 15 804, PEF, BP X 30-323…
Ainsi les paramètres suivants ont été adaptés :
- visualisation du cycle de vie ;
- modélisation sous forme de nomenclature produit (sous-ensembles, pièces élémentaires…) ;
- intégration de modèle pré-paramétré (template).

De plus, l’intégration dans l’outillage des industriels est prise en considération par le développement de fonction d’import-export.

#### Fonctionnalités d’analyse
En complément des calculs d’impacts environnementaux, EIME permet de calculer des indicateurs tels que :
- la recyclabilité selon la méthode Eco'DEEE[4] développée en partenariat avec l'ADEME et le laboratoire G-Scop[5] ;
- les indicateurs énergétiques ;
- le bilan matière du produit…

Afin de simplifier la réalisation de déclarations environnementales ou d’ACV selon des référentiels donnés, des sets d’indicateurs intégrant les spécificités des référentiels sont directement mis à disposition.
Afin d’analyser et de proposer des améliorations du produits, des fonctionnalités de tracking des indicateurs, d’export des résultats de l’analyse et de comparaison sont également présentes dans EIME.

#### Base de données
EIME dispose de bases de données sectorielles propriétaires développées sur la base de collecte de données industriels, de travaux bibliographiques ou de travaux spécifiques à des groupements d'industriels.

#### Indicateurs
Le logiciel EIME dispose des indicateurs suivants :	
- indicateurs du programme PEP ecopassport ;
- indicateurs ILCD ;
- indicateurs CML (notamment ceux recommandés par l’EN 15 804).

D’autres sets d’indicateurs peuvent être mis à disposition sur demande.